# Maximilien de Koenigswarter
Pour les articles homonymes, voir Koenigswarter.
Pour les autres membres de la famille, voir Famille von Königswarter.
Maximilien-Jules-Marcus, baron de Koenigswarter (5 juillet 1817 à Fürth - 12 octobre 1878 à Paris 8e), est un banquier et homme politique français.

## Biographie
Frère de Louis-Jean Koenigswarter, il vient s'établir à Paris après la révolution de juillet, et y fonde une maison de banque qui prospère rapidement. 
Il se fait naturaliser français en 1848 et, partisan de la dynastie napoléonienne, fonde un journal destiné à soutenir la politique du prince Louis-Napoléon Bonaparte. 
Lorsque l'Assemblée législative refuse au président de la République le supplément de dotation qu'il demandait en février 1851, Kœnigswarter ouvre une souscription nationale en faveur du prince, qui désavoue cette manifestation. 
Candidat officiel au corps législatif, le 29 février 1852, dans la 8e circonscription de la Seine, il est élu député et est réélu le 22 juin 1857.

## Distinctions
- Officier de la Légion d'honneur (1860)

## Sources
- « Maximilien de Koenigswarter », dans Adolphe Robert et Gaston Cougny, Dictionnaire des parlementaires français, Edgar Bourloton, 1889-1891 [détail de l’édition]